# Foscari
Foscari è un'antica famiglia del patriziato veneziano.

## Storia

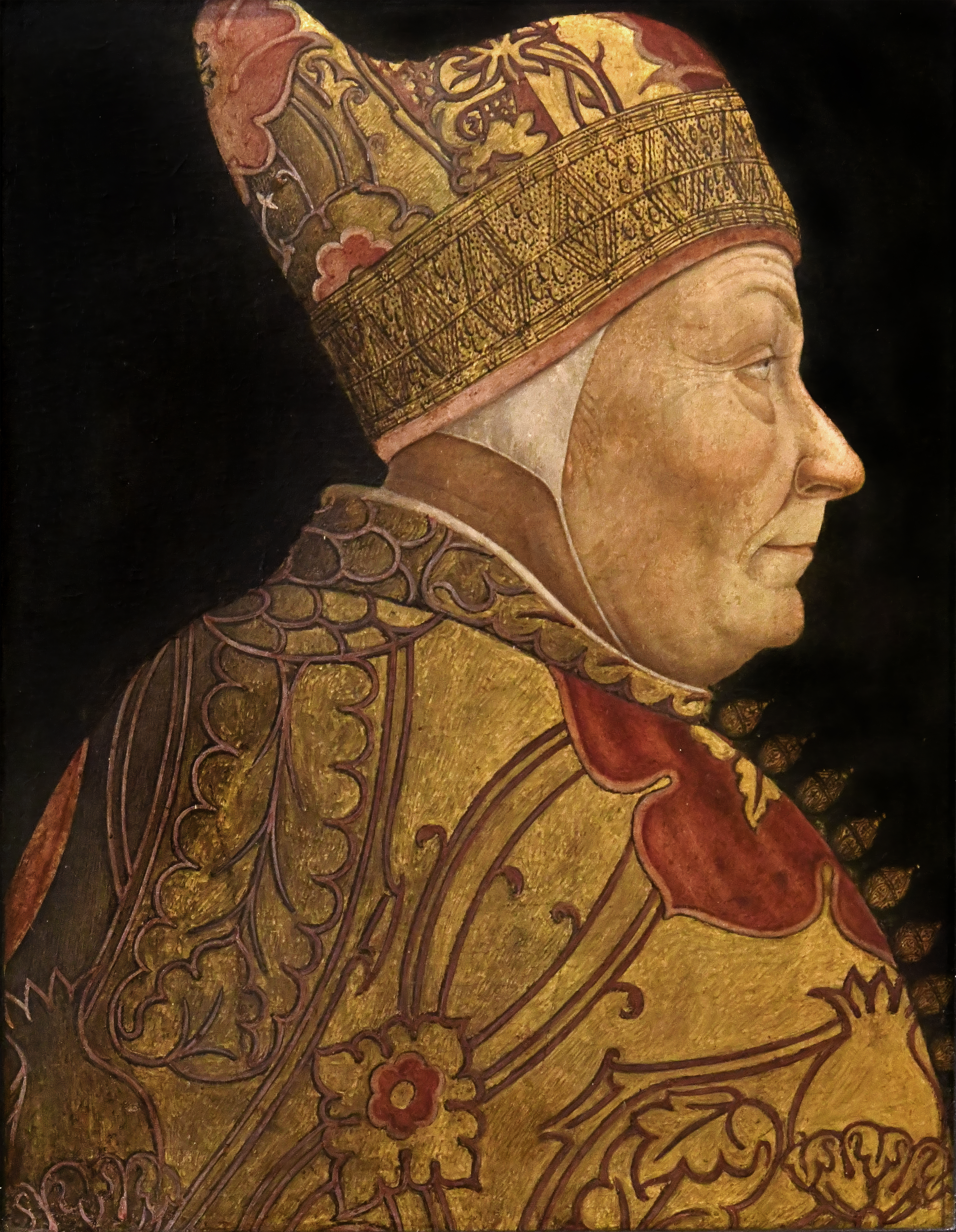
Lazzaro Bastiani, Ritratto di Francesco Foscari.

Le tradizioni affermano che i Foscari fossero originari di Zelarino, località presso Mestre, e che fossero giunti a Venezia nel IX secolo (882?). Di certo, il cognome è attestato per la prima volta nel 960.
Arricchitisi coi commerci e le colonie d'oltremare, nel Duecento ebbero, con i Navagero, la signoria di Lemno. Sin dal XII secolo tennero inoltre possedimenti in territorio trevigiano (area a est di Mestre, tra Campalto e Tessera), cosa abbastanza eccezionale in un'epoca in cui le proprietà delle famiglie veneziane erano perlopiù distribuite entro i confini del Ducato; fu in questo contesto che, nel 1331, Giovanni I di Boemia creò Nicolò Foscari conte di Zelarino e Noventa.
Raggiunsero l'apogeo con l'elezione a doge di Francesco Foscari nel 1423. 

## Architetture
- Ca' Foscari, palazzo gotico di Venezia, attualmente sede dell'Università Ca' Foscari Venezia
- Villa Foscari detta La Malcontenta, a Malcontenta di Mira (Italia), villa veneta costruita da Andrea Palladio